# ذباب العث الرمادي
برغشة رمادية (الاسم العلمي: Psychoda cinerea) هو نوع من الحشرات يتبع جنس فراشي المظهر من فصيلة فراشيات المظهر.
تبدو وكأنها فراشة صغيرة، وتتحد في لونها بين اللون العاجي إلى الرمادي الداكن أكثر أو أقل.